# Bayer Giants Leverkusen
El Bayer Giants Leverkusen es un club de baloncesto profesional de la ciudad de Leverkusen, que milita en la ProA, la segunda división del baloncesto alemán. Disputa sus partidos en el Smidt Arena, con capacidad para 3000 espectadores. Pertenece a la sección de baloncesto del club Bayer 04 Leverkusen Fußball GmbH .

## Historia
Fundado como TuS Bayer 04 Leverkusen en 1961, el club ascendió a la Basketball Bundesliga en 1968. El club ganó 5 campeonatos nacionales y 4 Copas de Alemania como TuS 04 Leverkusen antes de que cambiara su nombre y continuara su dominio como TSV Bayer 04 Leverkusen. Hasta hoy, el club ha ganado más títulos nacionales que cualquier otro equipo de baloncesto alemán.
Para la tristeza de todos sus seguidores , en 2008 la empresa Bayer decidió hacer recortes drásticos en su patrocinio para el equipo y simplemente centrarse en sus operaciones de fútbol y atletismo amateur. Como consecuencia el club bajó a la Pro B, tercera división del baloncesto teutón. La licencia de la BBL fue transferida al nuevo equipo de los Giants Düsseldorf.
Miles de seguidores del club se reunieron en las calles de Leverkusen para protestar por la decisión de la empresa.
En 2013, el club asciende a ProA. 
En su plantilla han militado jugadores de la categoría de Detlef Schrempf o Chris Welp.

## Nombres
- TuS Bayer 04 Leverkusen: (1961-1983)
- TSV Bayer 04 Leverkusen: (1983-2000)
- Bayer Giants Leverkusen: (2000-)

## Registro por Temporadas
| 1989–90 | 1 | Bundesliga       | 1        | Campeón          | Campeón          | 2 Recopa de Europa de baloncesto Top 16   |  |  |
| 1990–91 | 1 | Bundesliga       | 1        | Campeón          | Campeón          | 1 Euroliga Cuartos de final               |  |  |
| 1991–92 | 1 | Bundesliga       | 1        | Campeón          | –                | 1 Euroliga Fase de grupos                 |  |  |
| 1992–93 | 1 | Bundesliga       | 1        | Campeón          | Campeón          | 1 Euroliga Fase de grupos                 |  |  |
| 1993–94 | 1 | Bundesliga       | 1        | Campeón          | Semifinales      | 1 Euroliga Fase de grupos                 |  |  |
| 1994–95 | 1 | Bundesliga       | 1        | Campeón          | Campeón          | 1 Euroliga Fase de grupos                 |  |  |
| 1995–96 | 1 | Bundesliga       | 1        | Campeón          | Subcampeón       | 1 Euroliga Fase de grupos                 |  |  |
| 1996–97 | 1 | Bundesliga       | 4        | Semifinales      | –                | 1 Euroliga Fase de grupos                 |  |  |
| 1997–98 | 1 | Bundesliga       | 8        | Cuartos de final | –                | 2 Copa Saporta Last 32                    |  |  |
| 1998–99 | 1 | Bundesliga       | 4        | Semifinales      | –                | 3 Copa Korać Fase de grupos               |  |  |
| 1999–00 | 1 | Bundesliga       | 2        | Runner-up        | –                | 3 Copa Korać Fase de grupos               |  |  |
| 2000–01 | 1 | Bundesliga       | 3        | Semifinales      | Tercera Posición | 1 Suproliga Fase de grupos                |  |  |
| 2001–02 | 1 | Bundesliga       | 5        | Cuartos de final | –                | 3 Copa Korać Top 16                       |  |  |
| 2002–03 | 1 | Bundesliga       | 8        | Cuartos de final | –                | 4 FIBA Europe Conference North Subcampeón |  |  |
| 2003–04 | 1 | Bundesliga       | 8        | Cuartos de final | –                | –                                         |  |  |
| 2004–05 | 1 | Bundesliga       | 13       | –                | –                | –                                         |  |  |
| 2005–06 | 1 | Bundesliga       | 10       | –                | –                | –                                         |  |  |
| 2006–07 | 1 | Bundesliga       | 8        | Cuartos de final | –                | –                                         |  |  |
| 2007–08 | 1 | Bundesliga       | 6        | Cuartos de final | –                | –                                         |  |  |
| 2008–09 | 4 | 1st Regionalliga | 1        | Asciende         | –                | –                                         |  |  |
| 2009–10 | 3 | ProB             | 7        | –                | –                | –                                         |  |  |
| 2010–11 | 3 | ProB             | 8        | Top 16           | –                | –                                         |  |  |
| 2011–12 | 3 | ProB             | 11       | –                | –                | –                                         |  |  |
| 2012–13 | 3 | ProB             | 5        | AsciendeCampeón  | –                | –                                         |  |  |
| 2013–14 | 2 | ProA             | 13       | –                | –                | –                                         |  |  |
| 2014–15 | 2 | ProA             | 14       | –                | –                | –                                         |  |  |
| 2015–16 | 2 | ProA             | 15       | Desciende        |                  |                                           |  |  |
| 2016–17 | 3 | ProB             | 4        |                  |                  |                                           |  |  |
| 2017–18 | 3 | ProB             | 8        |                  |                  |                                           |  |  |
| 2018–19 | 3 | ProB             | 1        | AsciendeCampeón  | –                |                                           |  |  |
| 2019–20 | 2 | ProA             | 5º       | ND               | –                | –                                         |  |  |
| 2020–21 | 2 | ProA             | 5º       | Finalista        | –                | –                                         |  |  |
| 2021–22 | 2 | ProA             | 5º       | 1/2              | –                | –                                         |  |  |
| 2022–23 | 2 | ProA             | 17       | Desciende        |                  |                                           |  |  |
| 2023–24 | 3 | ProB             | 2º Norte | 1/4              | –                | –                                         |  |  |
| 2024–25 | 3 | ProB             | 1º Norte | AsciendeCampeón  | -                | –                                         |  |  |

## Palmarés
- BBL
  - Campeón: 1970, 1971, 1972, 1976, 1979, 1985, 1986, 1990, 1991, 1992, 1993, 1994, 1995, 1996

- Copa de Alemania de baloncesto
  - Campeón: 1970, 1971, 1974, 1976, 1986, 1987, 1990, 1991, 1993, 1995

- ProB
  - Campeón: 2013, 2019, 2025

## Jugadores destacados
| - Kristjan Kangur - Maurizio Pratesi - Stephan Baeck - Gunther Behnke - Uwe Brauer - Thomas Deuster - Gordon Geib - Hansi Gnad - Heimo Förster - Rainer Frontzek - Henning Harnisch - Jörg Heidrich - Sascha Hupmann - Till-Joscha Jönke - Rudi Kleen - Didi Keller - Moritz Kleine-Brockhoff - Michael Koch - Christoph Körner - Dieter Kuprella | - Sebastian Machowski - Jürgen Malbeck - Mathis Mönninghoff - Detlef Musch - Tim Ohlbrecht - Michael Pappert - Jochen Pollex - Otto Reintjes - Detlef Schrempf - Sven Schultze - Gerrit Terdenge - Norbert Thimm - Lutz Wadehn - Largo Wandel - Christian Welp - Denis Wucherer - Achim Kuczmann - Uvis Helmanis - Oleksandr Lochmantschuk - Derrick Allen | - Ajmal Basit - John Best - Walter Bond - Carl Brown - Tony Dawson - John Devereaux - Jack Eggleston - Chuck Evans - Nate Fox - Tom Garrick - John Goldsberry - Kannard Johnson - Arvid Kramer - Greg Lee - Jared Newson - Adonte Parker - Josh Parker - Kevin Pritchard - Abdul Shamsid-Deen - Rahsaan Smith | - Eric Taylor - Milt Wagner - Clinton Wheeler - Brandon Woudstra - Beckham Wyrick - Joshua Young - Vladimir Kadlec - Artur Kolodziejski - Goran Kovacev - Mike Hansen - John Ecker - Demond Greene - Steven Hutchinson - Derrick Taylor - Chris Corchiani |